# Dicliptera batilliformis
Dicliptera batilliformis är en akantusväxtart som beskrevs av Emery Clarence Leonard. Dicliptera batilliformis ingår i släktet Dicliptera och familjen akantusväxter. Inga underarter finns listade i Catalogue of Life.